# Sambische Fußballnationalmannschaft (U-23-Männer)
Die sambische U-23-Fußballnationalmannschaft ist eine Auswahlmannschaft sambischer Fußballspieler, die der Football Association of Zambia unterliegt. Sie repräsentiert den Verband bei internationalen Freundschaftsspielen wie auch von 1991 bis 2015 bei den Afrikaspielen und seit 2011 beim U-23-Afrika-Cup, welcher über die Teilnahme an den Olympischen Sommerspielen entscheidet.

## Geschichte

### Afrikaspiele
Zu den Spielen 1991 nahm die Mannschaft an einem Qualifikationsturnier in Windhoek teil, kam aus diesem aber nicht siegreich hervor. Zu den Spielen 1995 bekommt man in der Qualifikation in der ersten Runde ein Freilos und siegt danach in den Runden danach gegen Malawi und Südafrika, womit man so für die Endrunde teilnahmeberechtigt war. Bei diesem Turnier schied man dann als Dritter seiner Gruppe aus.
Auch die Qualifikation für die Spiele 1999 verlief erfolgreich und man kann sich gegen Malawi, Lesotho und Simbabwe teilweise recht deutlich durchsetzen. Diesmal landete man auf dem zweiten Platz seiner Gruppe und zog so in das Halbfinale ein, wo man nach Verlängerung knapp mit 1:0 Südafrika obsiegen konnte. Im Finale scheiterte man dann jedoch mit 3:4 im Elfmeterschießen an Kamerun.
Nach Siegen über Namibia und Simbabwe erfolgte nun die Dritte Qualifikation für die Spiele in Serie. Ein weiteres Mal wurde man in seiner Gruppe Zweiter, diesmal verlor man aber bereits im Halbfinale gegen Kamerun und auch im Spiel um Bronze nach Elfmeterschießen gegen Ghana.
Die Qualifikation für das Turnier im Jahr 2007 verlief dann noch einfacher und nach einem Freilos schaffte man nach Hin- und Rückspiel gegen Mosambik einen 7:2-Sieg. Zum Dritten Mal in Folge wurde man wieder Zweiter seiner Gruppe, scheiterte aber wieder im Halbfinale an Kamerun und im Spiel um Bronze schließlich an Tunesien.
In der Qualifikation für die Spiele 2011 verlor man bereits in der Vorrunde nach Hin- und Rückspiel gegen Simbabwe und konnte sich damit nach drei Teilnahmen in Folge nicht ein weiteres Mal qualifizieren. Bei den Qualifikationsspielen zu der Ausgabe im Jahr 2015 gewann die Mannschaft erst per Walkover gegen Madagaskar. Scheiterte dann jedoch in der zweiten Runde an Nigeria. Seit den Spielen 2019 ist es die Aufgabe der U-20 sich für den Wettbewerb zu qualifizieren.

### U-23-Afrika-Cup
Bei der Qualifikation zur Erstaustragung des U-23-Afrika-Cup im Jahr 2011, bekam es das Team in der ersten Runde mit Ruanda zu tun, gegen welche man mit 3:0 nach Hin- und Rückspiel auch erfolgreich war. In der Zweiten Runde scheiterte man nach Hin- und Rückspiel jedoch mit 2:3 an Algerien. Die Qualifikation zum Turnier im Jahr 2015 verlief hier besser und nach Siegen über Botswana und einem über die Elfenbeinküste, welcher erst im Elfmeterschießen entschieden werden konnte, gelang erstmals die Teilnahme an der Endrunde. Hier endete die Mannschaft ohne einen einzigen Punkt am Ende der Gruppenphase am Boden seiner Tabelle und schied somit aus.
In der Phase der Qualifikation für das Turnier im Jahr 2019, konnte man sich erneut durch einen Sieg über Botswana sowie diesmal Kongo für die Endrunde qualifizieren. Aber auch hier landete die Mannschaft wieder am Ende auf dem letzten Platz seiner Gruppe, diesmal erreichte man aber immerhin einen Punkt, durch ein 0:0 gegen Südafrika. Im ersten Spiel der Qualifikation für die Austragung im Jahr 2023 hat man sich bereits gegen Sierra Leone durchgesetzt und wird im März 2023 auf Ägypten treffen.

## Ergebnisse bei Turnieren
| Jahr | Platzierung        |
| ---- | ------------------ |
| 1991 | nicht teilgenommen |
| 1995 | Gruppenphase       |
| 1999 | 2. Platz           |
| 2003 | 4. Platz           |
| 2007 | 4. Platz           |
| 2011 | nicht qualifiziert |
| 2015 | nicht qualifiziert |

| Jahr | Platzierung        |
| ---- | ------------------ |
| 2011 | nicht qualifiziert |
| 2015 | Gruppenphase       |
| 2019 | Gruppenphase       |
| 2023 | steht noch aus     |